# Ben Folds
Benjamin Scott "Ben" Folds, född den 12 september 1966 i Winston-Salem i North Carolina, är en amerikansk singer/songwriter. Han är känd för sitt skickliga pianospel, men det första instrumentet han spelade var trummor. Han är även en skicklig gitarrspelare och basist.

## Uppväxt och tidig karriär

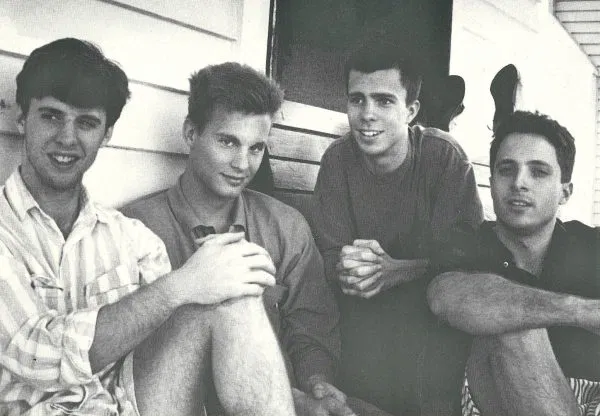
Folds (tvåa från höger) med övriga medlemmar i Majosha.

Folds började spela piano vid nio års ålder. Han lyssnade under uppväxten på bland andra Elton John och Billy Joel på radio och lärde sig deras låtar på gehör. Under sin skoltid var Folds med i flera band och spelade då piano, elbas eller trummor.
I slutet av 1980-talet var Folds med och bildade bandet Majosha, där han främst spelade elbas. Majoshas första spelning var på en talangjakt på Duke University 1988 som de vann. Majosha släppte ett par skivor men nådde bara lokal framgång och splittrades 1990.
Folds flyttade därefter till Nashville och försörjde sig som studiotrummis. Senare fick han ett stipendium och studerade slagverk på University of Miami, men hoppade av studierna precis innan han skulle ta examen. Folds berättade senare om en uppspelning han hade för några lärare på University of Miami. Uppspelningen var avgörande för hans betyg den terminen. Kvällen innan hade han varit ute och festat och han hade oturligt nog brutit handen. Trots detta tvingades han genomföra uppspelningen, vilket gjorde att han blev av med sitt stipendium. Han blev så upprörd att han slängde sitt trumset i en sjö på universitetsområdet. Han ägnade även mycket tid i Miami åt pianoträning.
Folds flyttade sedan till Montclair i New Jersey och ägnade sig åt teater i New York. Han trivdes så bra med det att han ett tag gav upp tanken på en musikkarriär.

## Ben Folds Five

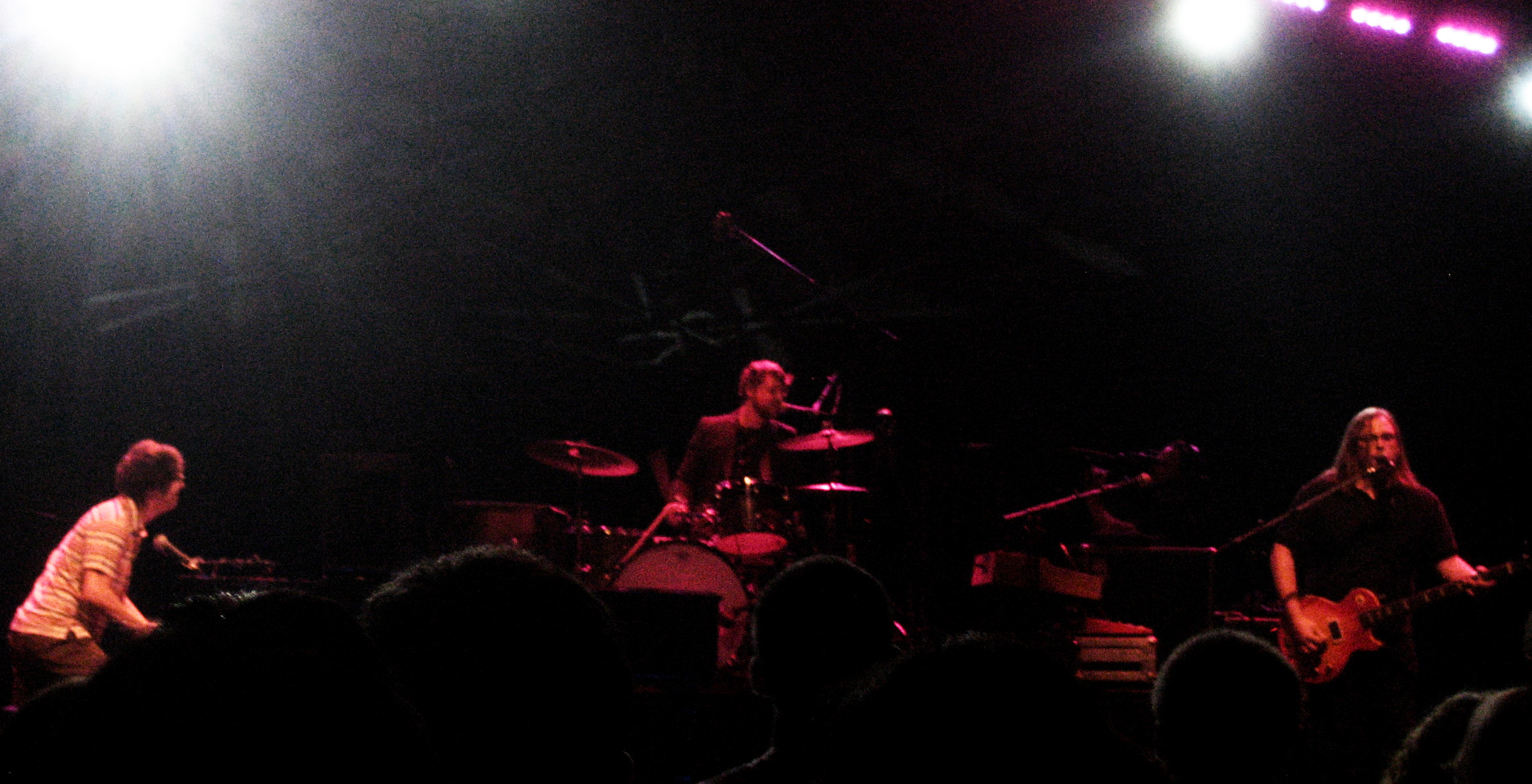
Ben Folds Five vid återföreningen 2008.

Folds flyttade dock tillbaka till North Carolina och bildade 1994 trion Ben Folds Five tillsammans med Robert Sledge (elbas) och Darren Jessee (trummor). De fick ett skivkontrakt och efter en första singel, "Jackson Cannery", släppte de studioalbumet Ben Folds Five 1995. Ben Folds Five släppte i snabb takt ytterligare två studioalbum, Whatever and Ever Amen 1997 och The Unauthorized Biography of Reinhold Messner 1999. Dessutom släppte de samlingsalbumet Naked Baby Photos 1998. Deras mest kända låt är "Brick" från Whatever and Ever Amen, vilken handlar om när Folds och hans dåvarande flickvän gjorde en abort.
Ben Folds Five splittrades 2000. Bandet återförenades dock 2008 för en konsert i hemstaden Chapel Hill.
2011 återförenades Ben Folds Five igen för att spela in tre låtar till Folds samlingsalbum The Best Imitation of Myself: A Retrospective. Detta följdes av det nya studioalbumet The Sound of the Life of the Mind samt en världsturné under 2012, som 2013 resulterade i livealbumet Live.
Folds har själv beskrivit Ben Folds Fives musik som "punkrock för mesar" (punk rock for sissies).

## Fear of Pop
Samtidigt som Folds var med i Ben Folds Five var han också med i ett annat projekt, Fear of Pop, tillsammans med bland andra John Mark Painter och William Shatner. Fear of Pop släppte ett studioalbum 1998, Volume 1.

## Solokarriär
Folds första soloalbum, Rockin' the Suburbs, släpptes 2001. Folds spelar själv nästan alla instrument på skivan, inklusive gitarr, ett instrument som knappt användes alls av Ben Folds Five. Ett år senare släpptes livealbumet Ben Folds Live, där Folds uppträder ensam och bara spelar piano.
Därefter släppte Folds tre EP-skivor, Speed Graphic och Sunny 16 2003 samt Super D 2004.
2004 producerade Folds William Shatners album Has Been.
I mars 2005 gjorde Folds två konserter med en symfoniorkester i Perth i Australien. Några av hans låtar hade arrangerats för symfoniorkester (dock inte av Folds själv) och konserterna filmades och gavs senare ut på dvd. Folds har fortsatt att göra konserter med symfoniorkestrar, såväl i Australien som i USA och Storbritannien.
Songs for Silverman, Folds nästa studioalbum, släpptes 2005. På albumet och den efterföljande turnén anlitade Folds en basist och en trummis och han återvände således till samma instrumentering som i Ben Folds Five. "Weird Al" Yankovic, som 2001 regisserade musikvideon till singeln "Rockin' the Suburbs", körar på en av låtarna på albumet.
Folds bidrog med flera låtar, varav tre nyskrivna, till soundtracket till filmen På andra sidan häcken 2006.
Senare samma år släpptes Supersunnyspeedgraphic, the LP, där Folds samlade utvalda låtar från EP-skivorna Speed Graphic, Sunny 16 och Super D.
Den 24 oktober 2006 blev Folds först med att sända en konsert direkt på Myspace. Konserten innehöll diverse skämt, som att en påverkad person föreföll falla ned från en balkong och att Folds själv föreföll ta livet av sig när konserten tog slut.

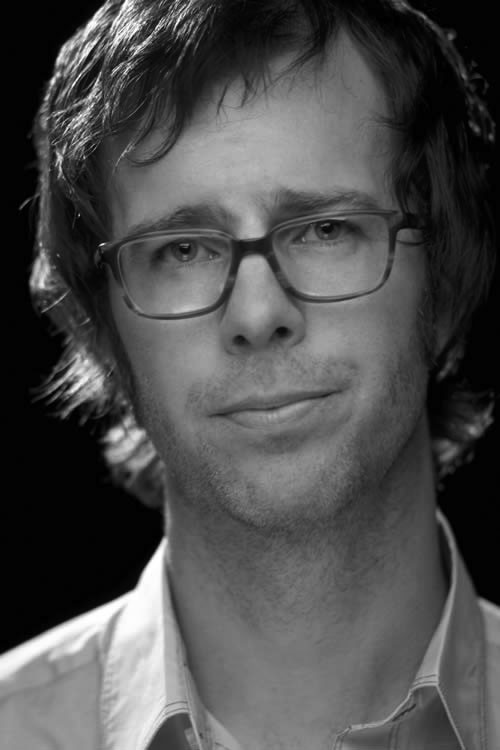
Folds 2007.

2008 producerade Folds Amanda Palmers album Who Killed Amanda Palmer.
Folds nästa studioalbum, Way to Normal, som släpptes hösten 2008, föregicks av att någon läckte flera låtar och en pdf-fil med skivomslaget på en webbplats för Folds fans. Läckan verkade äkta och låtarna spreds snabbt bland fansen. Folds avslöjade senare att han och hans band hade spelat in låtarna under en enda natt i Dublin och att de var alternativa och mer lättsamma versioner av de riktiga albumlåtarna. Det var Folds själv som sett till att de spreds på internet, som ett skämt. Det "riktiga" albumet var som högst på elfte plats på albumlistan Billboard 200 i USA, ett nytt rekord för Folds. Efter önskemål från fansen gav Folds i början av 2009 ut albumet igen, fast nu under namnet Stems and Seeds och med möjlighet för fansen att själva mixa om albumet i datorprogrammet Garageband.
Efter att ha sett en a cappella-version av en av hans låtar på internet bjöd Folds i slutet av 2008 in a cappella-grupper att lägga upp videor på Youtube där de sjunger hans låtar. Flera hundra bidrag kom in, och Folds valde ut några favoriter som han sedan åkte och spelade in på olika platser i USA. Han gjorde också två a cappella-låtar själv. Resultatet blev albumet Ben Folds Presents: University A Cappella!, som släpptes 2009.
Folds nästa projekt var ett album med den brittiske författaren Nick Hornby, där Hornby skrev texterna och Folds musiken. Albumet, Lonely Avenue, släpptes hösten 2010.
Hösten 2011 släppte Folds sitt första riktiga samlingsalbum, The Best Imitation of Myself: A Retrospective.
Folds samarbetade sedan med kammarmusikensemblen yMusic på albumet So There, som släpptes hösten 2015. På albumet finns även en pianokonsert komponerad av Folds och framförd tillsammans med Nashvilles symfoniorkester.
På uppdrag av The Washington Post skrev Folds 2018 låten "Mister Peepers", som handlade om USA:s biträdande justitieminister Rod Rosenstein och hans roll i utredningen om rysk inblandning i valen 2016.
2019 släpptes Folds självbiografi A Dream About Lightning Bugs: A Life of Music and Cheap Lessons.

## The Bens
Folds turnerade 2003 i Australien tillsammans med Ben Kweller och Ben Lee. De kallade sig passande nog för The Bens och spelade också in en EP-skiva tillsammans, The Bens.

## Diskografi (endast solo)

### Album
- Rockin' the Suburbs (2001)
- Ben Folds Live (2002)
- Songs for Silverman (2005)
- Songs for Goldfish (2005)
- På andra sidan häcken (soundtrack) (2006)
- Supersunnyspeedgraphic, the LP (2006)
- Way to Normal (2008)
- Stems and Seeds (2009)
- Ben Folds Presents: University A Cappella! (2009)
- Lonely Avenue (2010)
- The Best Imitation of Myself: A Retrospective (2011)
- So There (2015)

### EP
- Speed Graphic (2003)
- Sunny 16 (2003)
- Super D (2004)
- Live at Tower Records (2005)

### Singlar
- "Rockin' the Suburbs" (2001)
- "Still Fighting It" (2002)
- "Bitches Ain't Shit" (2005)
- "Landed" (2005)
- "Jesusland" (2005)
- "Bastard" (2005)
- "Hiroshima (B B B Benny Hit His Head)" (2008)
- "You Don't Know Me" (med Regina Spektor) (2008)
- "From Above" (2010)
- "Saskia Hamilton" (2010)

### DVD
- Live in Perth (med West Australian Symphony Orchestra) (2005)
- Live at MySpace (2007)